# Caryospora australiensis
Caryospora australiensis är en svampart som beskrevs av Abdel-Wahab & E.B.G. Jones 2000. Caryospora australiensis ingår i släktet Caryospora och familjen Zopfiaceae.   Inga underarter finns listade i Catalogue of Life.